# Altix
Altix é a designação de uma linha de Servidores (Mainframes) e supercomputadores produzidos pela Silicon Graphics(Internacional), baseada em processadores Intel. Sucedeu aos servidores Origin 3000 de arquitetura MIPS/IRIX.
Altix foi anunciado a 7 de janeiro de 2003, com a série Altix 3000, baseada nos processadores Intel Itanium 2 e na ligação NUMAlink.
No Brasil temos o "Gauss" como exemplo de mainframe da série Altix em operação na Universidade Federal do Rio Grande do Sul.

## Altix 3000
Primeira geração dos sistemas Altix. Sucedeu-lhe o Altix 4000 em 2004. Foi descontinuado a 31 de dezembro de 2006.

### Altix 330
Modelo podendo conter entre 1 a 16 processadores Itanium 2, de 2 a 128 GB de memória.

### Altix 350
Suportava até 32 processadores Itanium 2.

### Altix 1330
Cluster de sistemas Altix 330. Funcionava em rede gigabit ou 4X Infiniband.

### Altix 1350
Cluster de sistemas Altix 350.

### Altix 3300
Modelo de meio porte podendo conter 4 a 12 processadores e 2 a 48 GB de memória. Modelo de rack 17U.

### Altix 3700
Suportava entre 16 a 512 processadores e de 8 GB a 2 TB de memória. Necessitava de um ou mais rack(s) com 39U. Uma variante do Altix 3000 com boa capacidade gráfica é conhecida como Prism.
É baseado na terceira geração da arquitetura de memória partilhada distribuída NUMAflex e utiliza a interligação NUMAlink 4.

### Altix 3700 Bx2
Permitia de 16 a 2048 processadores Itanium 2 e de 12 GB a 24 TB de memória. Necessitava de um rack com 40U.

## Altix 4000
Composto por dois modelos: o Altix 450 (servidor de médio porte) e o Altix 4700 (servidor de grande porte).
Um sistema 4700 pode ter até 2048 processadores dual-core Itanium 2 e Itanium ("Montvale"), lligados por NUMAlink 4 numa topologia de rede fat tree.